# Назаров, Валерий Вартанович
Вале́рий Варта́нович Наза́ров (2 марта 1941 — 28 июня 2022) — советский и российский дипломат. Чрезвычайный и полномочный посол (2004).

## Биография
Окончил Московский государственный институт международных отношений (МГИМО) МИД СССР (1966). Владел бирманским и английским языками. На дипломатической работе с 1965 года.
- В 1967—1973 годах — стажёр, атташе, третий секретарь Посольства СССР в Бирме.
- В 1973—1982 годах — второй секретарь, первый секретарь Отдела Южной Азии МИД СССР.
- В 1982—1988 годах — советник Посольства СССР в Бирме.
- В 1988—1992 годах — советник, заведующий сектором, заведующий отделом внешней политики Индии Управления стран Южной Азии МИД СССР.
- В 1992 году — заведующий отделом внешней и внутренней политики Индии Управления стран Южной Азии Департамента Западной и Южной Азии МИД России.
- С 1 сентября 1992 по 14 июня 1997 года — чрезвычайный и полномочный посол Российской Федерации в Мьянме[1][2].
- В 1997—2001 годах — заместитель директора Третьего департамента Азии МИД России.
- С 24 июля 2001 по 3 марта 2005 года — чрезвычайный и полномочный посол Российской Федерации в Непале[3][4].

Скончался 28 июня 2022 года. Похоронен в Москве на Кунцевском кладбище.

## Семья
Женат, имеет дочь.

## Дипломатический ранг
- Чрезвычайный и полномочный посланник 2 класса (18 июля 1992)[6].
- Чрезвычайный и полномочный посланник 1 класса (19 января 1995)[7].
- Чрезвычайный и полномочный посол (25 мая 2004)[8].